# دنيس ميرفي (ملحن)
دنيس ميرفي (بالإنجليزية: Dennis Murphy)‏ هو ملحن أمريكي، ولد في 19 يناير 1934، وتوفي في 29 نوفمبر 2010.